# 马修·斯皮拉诺维奇
马修·托马斯·斯皮拉诺维奇（英語：Matthew Thomas Spiranovic；1988年6月27日—），克羅地亞裔澳洲足球運動員，擔任中堅。

## 生平
斯皮拉诺维奇通過試訓獲邀加盟纽伦堡，但是一直只能擔任板凳球員，為了爭取入選澳洲參賽南非世界盃，他以外借身份效力浦和紅鑽一年。

## 榮譽

### 球會
纽伦堡
- 德國足協杯冠軍：2006/07年

浦和紅鑽
- 日本聯賽盃亞軍：2011年

西雪梨流浪者
- 亞足聯冠軍聯賽冠軍：2014年

### 國際賽
澳洲隊
- 亞足聯亞洲盃 冠軍：2015年
- 亞足聯亞洲盃 亞軍：2011年

## 外部連結
- （德文） 1. 紐倫堡 斯皮拉諾維奇資料
- FFA - Olyroo profile （页面存档备份，存于）